# Milutin Morača
Milutin Morača (srbsko Милутин Морача), bosanskohercegovsko-srbski general JLA * 7. julij 1914, Stekerovci, Glamoč, Bosna in Hercegovina, † 17. december 2003, Beograd, Srbija.

## Življenjepis
Končal je Pravno fakulteto v Subotici. Leta 1936 je postal član KPJ. 
Med vojno je bil poveljnik več enot, med drugim tudi 4. krajiške brigade in 5. divizije.
Po vojni je bil namestnik načelnika Generalštaba JLA, namestnik načelnika VVA JLA, načelnik uprave Generalštaba, poveljnik armade, član ZIS (1963-67), član predsedstva Zvezne konference SZDL (od 1967), član CK ZK BiH itd....